# Mykolas Biržiška
Mykolas Biržiška  pronunciació (?·pàg.) (24 d'agost de 1882 a Viekšniai - 24 agost 1962 Los Angeles), fou un editor lituà, historiador, professor de literatura, diplomàtic i polític, va ser un dels vint signants de la Declaració d'Independència de Lituània.
Nascut en un noble família lituana Biržiška va ser expulsat dues vegades de gymnasium a Šiauliai després de negar-se a assistir als oficis ortodoxos, i després d'organitzar una vetllada lituana, encara que més tard se li va permetre acabar els estudis.
Es va graduar a la Facultat de Dret de la Universitat de Moscou el 1907. Va ser arrestat en una reunió estudiantil el 1902 per defensar les causes de Lituània i va haver de complir part d'una sentència de dos anys, però aconseguí ser readmès a la universitat. Després de tornar a Vílnius, es va involucrar en el moviment independentista, sovint amb contribucions d'articles als diaris i més tard treballant amb el Comitè de Socors de Guerra, i alhora treballava com a assistent de Tadeusz Wroblewski. El 1915 va ser nomenat director de la primera escola lituana superior a Vílnius.
Juntament amb els seus companys, va escriure una carta per al president EUA Woodrow Wilson on demanava suport per a la independència de Lituània.
El 1918 va ser elegit membre del Consell de Lituània, i va signar l'Acta de 1918. Va servir breument com a ministre d'Educació en el Gabinet de Ministres, i estava ocupat preparant per reobrir Universitat de Vílnius.
Durant els esdeveniments que van precedir la concessió de Vílnius a Polònia el 1920, Biržiška va actuar com a negociador. L'estiu de 1921 va ser sotmès a judici per un article al diari "Straz Litwy", i va ser defensat per l'advocat Tadeusz Wroblewski. Va ser detingut breument el 1922 i va complir condemna a la presó de Lukiškės. Al febrer de 1922 va ser acusat de traïció pel govern polonès i sentenciat a ser afusellat. Només la intervenció de la Societat de Nacions el va salvar d'aquesta destinació. Fou un dels 32 lituans formalment expulsats del Vílnius el 20 de setembre del 1922 i lliurat a l'exèrcit lituà.
Després d'això, i salvat pels pèls, es va traslladar a Kaunas, la capital temporal de Lituània, on va esdevenir professor de literatura a la Universitat de Lituània. Mentre era professor, fou editor de la Mentre que un professor, va ser editor de l'Enciclopèdia lituana, i va participar en una sèrie d'organitzacions socials i culturals. Biržiška després va exercir com a rector d'Universitat de Vílnius del 1940 al març de 1943, i a la tardor de 1944.
Després de la segona ocupació per part de la Unió Soviètica, el 1944, Biržiška se'n va anar a la República Federal Alemanya, i va ser professor a la Universitat Bàltica, a Hamburg i Pinneberg. Es va traslladar als Estats Units el 1949. Va dedicar-se a estudiar el folklore i balls i danses tradicionals, fins a la seva mort el 1962.

## Obres importants
- Lietuvių dainų literatūros istorija, 1919.
- Mūsų raštų istorija. 1547-1904, ampliat més tard a "Mūsų raštų istorja (nuo 16 a iki 1864) (1925).
- Dainos kelias,1921.
- Barono gyvenimas ir raštai, 1924.
- Duonelaičio gyvenimas ir raštai, 1927.
- Rinktiniai mūsų senovės raštai, 1927.
- Amb el seu germà Vaclovas va preparar i publicar un treball per Simonas Daukantas, Darbai senųjų lietuvių ir žemaičių, 1929.
- Aleksandrynas,3 vol. (1960-1965) Bibliografia d'escriptors lituans fins al 1865. Principalment obra de Vaclovas, però Mykolas va treballar com a col·laborador i editor després de la mort de Vaclovas el 1956.
- Anuo metu Viekšniuose ir Šiauliuose (memòries).
- Lietuviu Tautos Kelias 2 vol. escrit a l'exili a Los Angeles, 1952

## Família
Biržiška pertanyia a un eminent família de la noblesa. El seu besavi Mykolas Biržiška va ser representant a la Sejm quan va ser acceptada al Constitució del 3 de maig de 1791. El seu avi Leonardas Biržiška va ser un participant actiu en la Revolta polonesa del 1830, i els seus germans, Vaclovas Biržiška i Viktoras Biržiška, també van ser líders de la comunitat lituana. El seu pare, el doctor Antanas Biržiška, va deixar el càrrec de professor a la Universitat de Moscou per exercir la medicina a les àrees rurals de Lituània.